# Баба Яга
Баба Яга е славянско митично същество често описвано като стара зла жена с магически способности. В повечето случаи е просто славянско име за вещица, имаща същите харакеристики като западната си братовчедка (метла, къщичка на кокоши крака).
В Италия нейното съответствие е Бефана (Befana). Смята се, че през нощта срещу 6 януари Бефана пуска през комина чорапчета пълни със сладкиши за добрите деца и въгленчета за непослушните. В Италия 6 януари е официален празник, защото е Богоявление.
Използва се за сплашване на децата, когато са непослушни. Заплахата е, че Баба Яга (или Дядо Яг) ще дойдат да ги отнесат в голям чувал.
В нашата митология образът ѝ се свързва със зли магии. Малките деца се страхуват от нея, защото тя ги яде в големи казани, а възрастните – защото им прави магии и заклинания. Но невинаги е представена като антагонист. Например в приказката „Златното момиче“ бабата може да е Баба Яга. Тя помага на момичето, което е работливо и добро, а на мързеливото и недружелюбно момиче прави зло. Много от славянските божества, духове и същества са и дружелюбни и добри, и разрушителни и неприятелски.
В руската митология тя се носи по небето в хаван (на картинката вариант на хавана чутура), като гребе от него с метла.
Образът на Баба Яга е широко разпространен в съвременните приказки, а от 90-те години на 20 век и в руския фентъзи жанр. В частност този образ се среща при Андрей Белянин в цикъла произведения „Тайните служби на цар Грах“. В повестта „Лукоморие“ на А. Аливердиев за първи път в съвременната литература се хвърля светлина на детството и младежките години на този персонаж.